# Jerusalemskirken
Jerusalemskirken, indtil 1913 Markuskirken, er en metodistkirke på Rigensgade i København. Den er opført 1864-65 ved Ferdinand Vilhelm Jensen, men brændte 1914 og blev genopført ved Jens Christian Kofoed, der ombyggede interiøret og forhøjede tårnet.

## Orglet
Kirkens orgel er bygget af Christian Winther & Th. Frobenius i 1916. Det blev hovedrestaureret i 1982-94 af orgelbygger Gunnar Fabricius Husted, og er med sine 35 stemmer det største romantiske orgel i Danmark fra før anden verdenskrig, der endnu eksisterer i original stand.